# 압둘라 빈 압둘 카디르

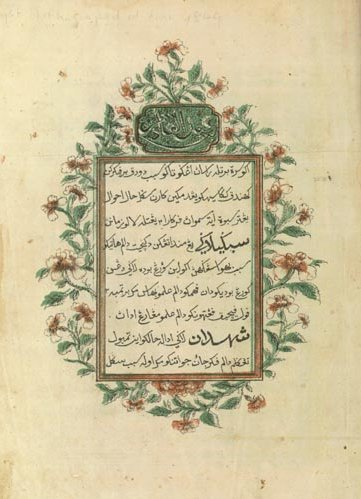

압둘라 빈 압둘 카디르 문시(Abdullah bin Abdul Kadir Munshi(Munsyi), 1796년 - 1854년) 또는 문시 압둘라(Munshi Abdullah)는 말레이 반도의 인도계 고전 작가이다. 말라카에서 태어난 유명한 싱가포르의 문시였으며, 메카 순례를 위해 여행하던 도중 성지에 도착하지 못하고 58세의 나이로 당시 오스만 제국령이던 아라비아 반도의 지다에서 죽었다. 그를 칭하는 '문시(Munshi)'라는 말은 '스승'이나 '교육자'를 의미한다.
문시 압둘라는 하드라미(하드라마우트 아랍계 사람) 상인의 증손자이며, 타밀인 및 말레이인의 혈통에도 속한다. 민족 및 종교적 배경 때문에 말레이인들에게 말레이 지역에서 태어난 말레이 혼혈 엘리트 계층을 의미하는 '자위 프라나칸(말레이어: Jawi Peranakan)'으로 불리기도 한다. 그는 아버지가 밟았던 경로를 따라서 영국 및 네덜란드 식민지 관료들을 위해 통번역과 언어 교사 일을 담당하였다.
문시 압둘라는 당시까지의 말레이계 고전 작가들 중 가장 교양이 있는 사람이었으며, 말레이어의 문자를 혁신하였고, 말레이 현대 문학의 아버지로 평가받고 있다. 주요 작품으로는 자서전인 《히카얏 압둘라(Hikayat Abdullah)》, 클란탄으로의 여행을 기록한 《키사 플라야란 압둘라 크 클란탄(Kisah Pelayaran Abdullah ke Kelantan)》, 성지 메카로의 순례를 기록한 마지막 작품인 《키사 플라야란 압둘라 크 메카(Kisah Pelayaran Abdullah ke Mekah)》 등이 있다. 압둘라의 작품은 후대의 말레이 작가들에게 영감의 원천이 되었으며, 고전 말레이 문학 시기에서 현대 말레이 문학 시기로 이행하는 초기 단계의 이정표가 되었다.
압둘라는 또한 당시 말레이 정치체계 '크라자안(Kerajaan, 왕국)'에 대한 열정적인 비평가이기도 했다. 작품 《키사 플라야란 압둘라 크 클란탄》에는 말레이 지도자들에 대한 충고와 영국식 통치 체계와 말레이식 통치 체계의 비교가 담겨 있다. 압둘라는 크라자안 체제가 말레이인의 사회 개선에 장애가 되어 말레이인에게 해롭다고 논했다. 압둘라는 말레이 술탄이 이기적이고, 신민을 인간이라기보다는 동물에 가깝게 대할 정도로 그들에 대해 무관심하다고 평하고 있다.
말레이 사회에서 근대성과 '탁월해지기 위해 애쓰는(striving for excellence)' 인간의 개념은 압둘라의 생각과 그의 신랄한 크라자안 비평에 뿌리를 두고 있다고 해도 과언이 아니다. 크라자안 하에서 말레이인들은 교육 기회를 박탈당하고 억압받기 쉽다. 교육받지 못한 사람은 부당한 대우에 대해 의문시할 능력도 갖지 못하고, 결국 자신의 처우를 개선하는 변화를 위해 주도적으로 행동할 수 없게 된다. 압둘라의 비평은 과장되어 있을 수도 있지만, 전혀 근거가 없는 것도 아니었다. 그는 실제로 말레이 저널리스트의 효시격인 인물로 여겨진다.